# 固始县
固始县，别称“蓼城”，是中华人民共和国河南省信阳市下辖的一个县，是河南省直管县之一，地处河南省东南隅，南依大别山，北临淮河，属北方与南方、中原与江淮的交融地带。总面积2942.97平方公里，户籍总人口179.16万人，是河南省户籍人口最多的县份。县人民政府驻陳元光大道66號。
固始古为蓼国、黄国领地，后为楚国所灭，境内寝邱为楚国名相孙叔敖封邑。秦汉时置期思、寝、蓼等县，东汉光武帝赐名“固始”，建置至今已近两千年。历史上固始人数次南迁，為福建带去中原的文化与人口。及至现代，固始又因其人口众多，外出务工的劳务经济成为固始经济社会发展新的动力支撑。

## 历史

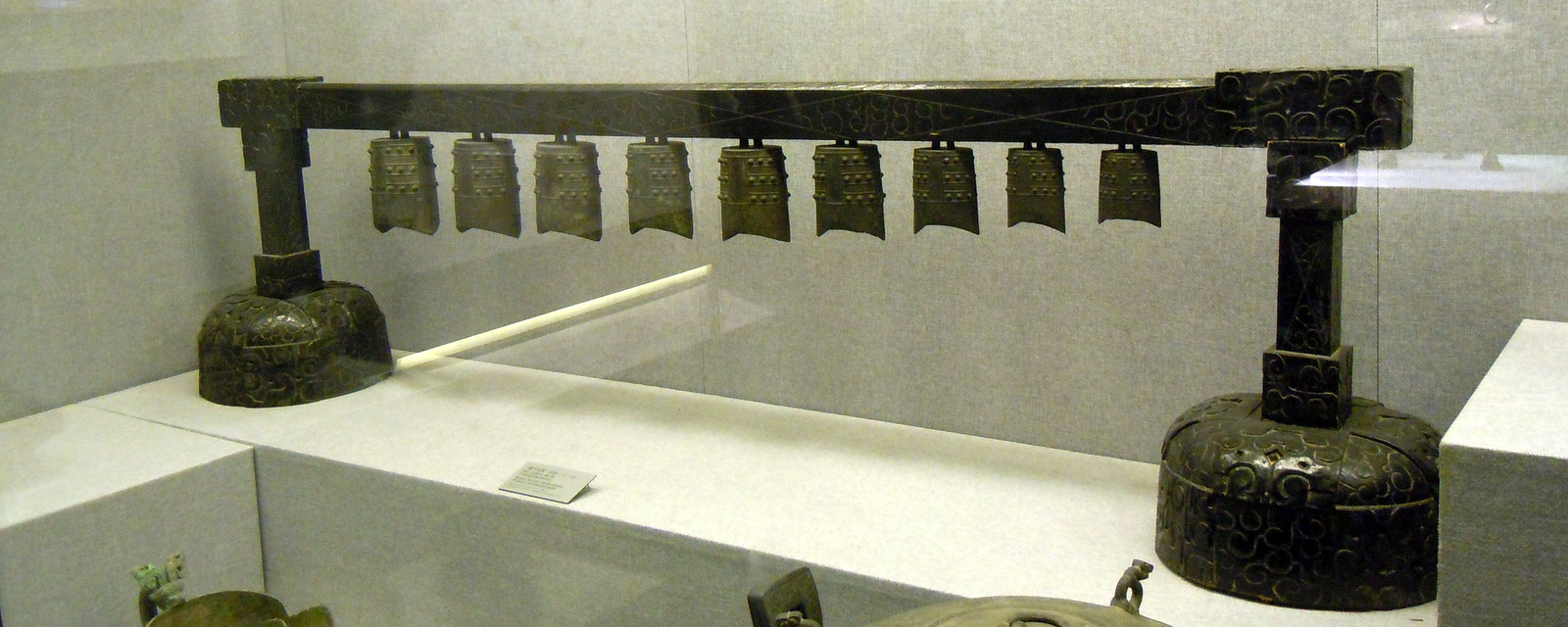
侯古堆一号墓出土的一套9件编钟，上刻有“番子成周”铭文，显示其为番国器物。该墓主人据考证可能是宋景公之妹、吴王夫人。

### 上古
夏商时代为蓼国、黄国领地。西周时蓼国析出蒋国、番国。至春秋，诸国为楚所灭，楚国封大夫复遂为期思公，建期思县。春秋后期至战国，固始一带先后为楚、吴、越地。秦时今固始地分属九江郡、衡山郡，置安丰县。

### 中古
自汉以降，及至南北朝，关于固始的建置沿革有两派观点。《史记正义》《读史方舆纪要》、《元和郡县志》以及历代固始地方志书均认为，今固始地西汉时先后置期思、蓼、寢、阳泉、安丰、雩娄等县，分属汝南郡、六安国、庐江郡。东汉沿袭旧制，各县分属汝南郡、庐江郡，建武二年（公元26年），光武帝封其妹婿、大司农李通为固始侯，改寢县为固始县。关于固始一语的内涵说法不一，大致有“欲善其终，先固其始”、“坚固必先通始”、“固久之固，当自此始”、“通与帝首事，欲其坚固初始欤”等几种。魏晋时期，仍置固始县，属汝阴郡。至南北朝战乱频仍，建置更动频繁。南朝宋、齐俱属新蔡郡。及至梁，改固始为蓼县，后北齐置北建州，复置固始县，寻废州置新蔡郡。北周改置浍州，治固始。
而《北齐地理志》考证认为，寢县及其改名而来的固始县地处今安徽临泉一带，直到南朝宋明帝年间，因淮北土地为北魏攻陷，才由淮北侨置而来，《中国历史地图集》亦采用这种说法，认为魏晋时期，固始地属期思、蓼、安丰、雩娄，分属弋阳郡、安丰郡。

### 近古
隋大业三年（607年）废州实行郡县二级制，隶光州，期思县并入。唐以后建置稳定，固始多隶治所位于今潢川、光山一带的汝宁府、光州。其间商城（殷城）、期思屡次并入又屡次析出。两宋俱属淮南西路光州，元属河南江北行省汝宁府。明洪武四年（1371年）隶南直隶凤阳府，洪武十四年（1381年）改隶河南布政使司汝宁府。清朝初属河南省南汝光淅道，雍正二年（1724年）光州升直隶州，固始属之。

### 近现代
民国属河南省第九行政都察区潢川专员公署管辖。抗战时期境内爆发富金山战役。中华人民共和国成立初期隶潢川专区，1952年潢川专区并入信阳专区，随之并入。1998年撤销信阳地区设立信阳市，固始为其辖县。2004年起，列入河南省首批5个扩权县试点，被赋予与地级市相同的经济管理权和部分社会管理权。2011年6月1日起，列为河南省10个省直管试点县之一，2014年1月1日起由河南省全面直接管理。

## 地理

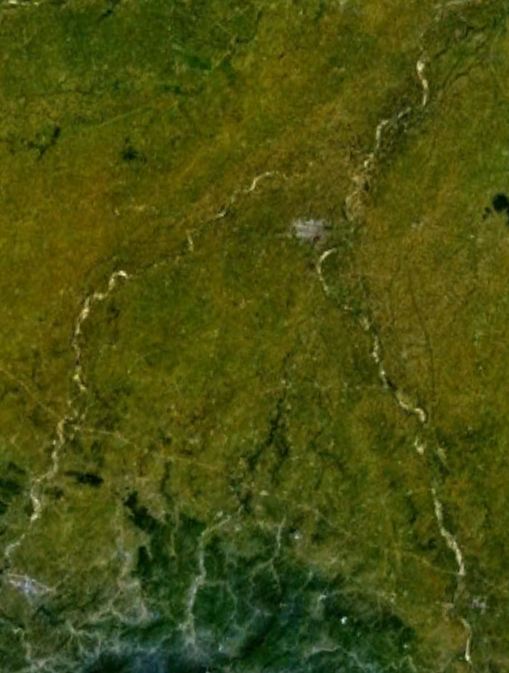
固始县卫星照片

县境地势大体由西南向东北呈倾斜状，平均坡降1/1200，最高处华阳大佛山（曹家寨）海拔1025.6米，最低处史灌河入淮口海拔23米，亦是河南省最低点。境内地形多样，山区、丘陵、平原、洼地、湿地、滩地兼备。
南部低山属大别山余脉，面积267.4平方公里，占全县面积的9.2%；低山北缘为孤陵残丘，面积452.2平方公里，占全县的15.5%；残丘北侧，即全县的西部、西南部及东部边缘为片块状倾斜垄岗，面积818.7平方公里，占全县的28.1%；在丘岗之间沿史灌河分布冲积平原，面积979.8平方公里，占全县的33.2%；冲积平原以北为沿河洼地、圩区，面积242平方公里，占全县的8.3%。其中南部山区地处断层带，河流短急，属地质灾害多发区。

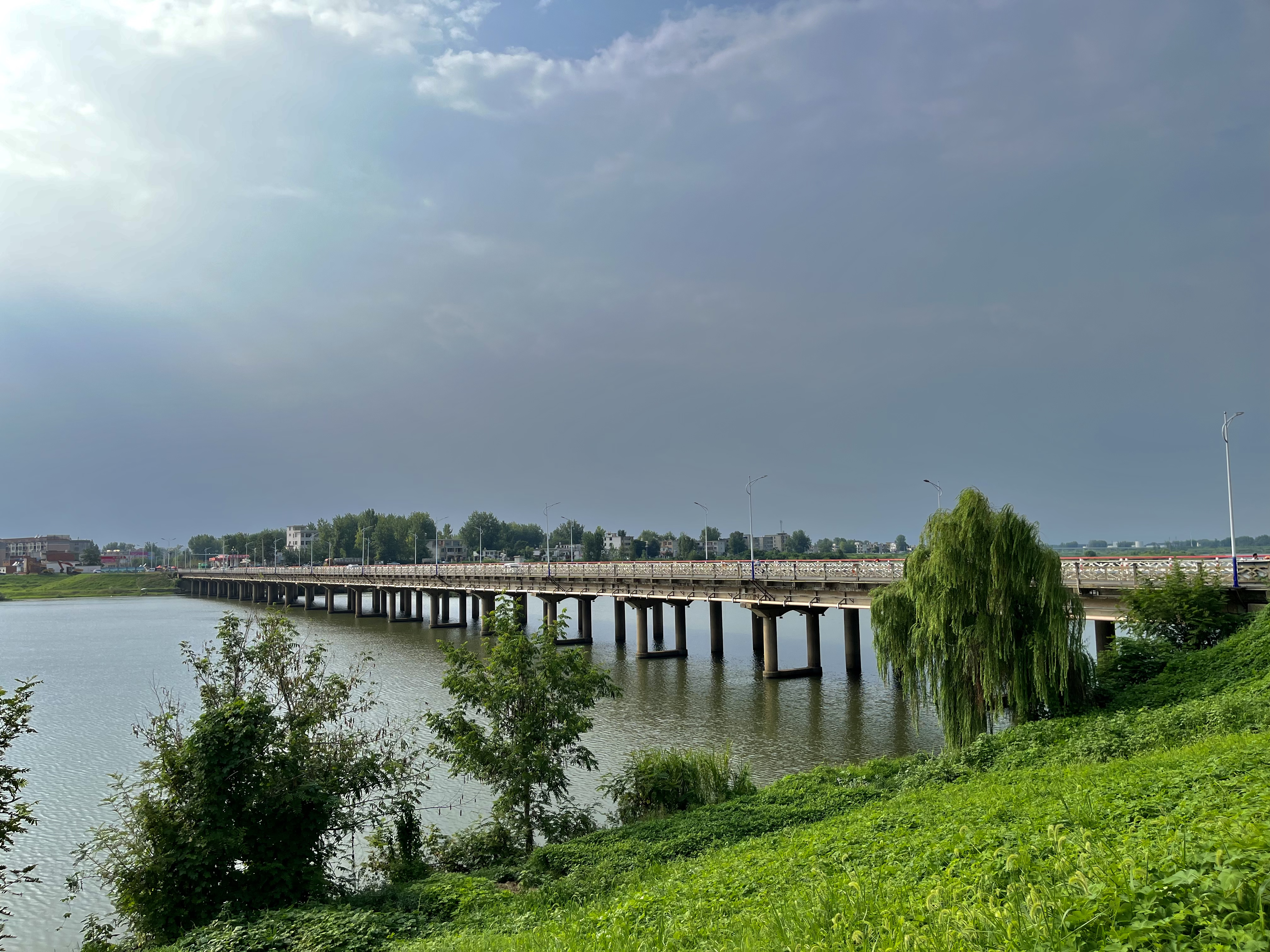
七一大桥附近史灌河河面

淮河支流史灌河是淮河在河南省内最大的支流。白露河沿县境西北边界流入，是固始、淮滨两县界河。河床采砂作业一度盛行，但因严重污染水质并影响河道防洪安全，现已禁止。
固始县地处江淮之间，属亚热带向暖温带过渡的季风气候区，气候学上的1月零度等温线压境而过，是中国的南北气候过渡地带。气候湿润，雨量丰沛，四季分明，年平均气温15°C，年平均降雨量1066毫米，年平均日照2139小时，无霜期228天。

## 行政区划
明清时，固始县下设乡，乡下辖村、里。嘉靖县志载，固始以东南西北不同方位，划分为建安、青峰、大成、遗爱四乡，下设78里。正统十四年（1449年），增设中和乡，为5乡81里。成化十一年（1475年），析出南部32里，置商城县，固始余49里。及至清朝，顺治二年（1645年）因“田闾凋敝”，县令奏请合并原49里为24里。
民国21年（19年），分东南的长江河等保，与周边商城、霍邱等县划出地区，建立煌县（今金寨县）。
2005年，撤销桥沟集乡，并入丰港乡。相继撤乡建镇，至2019年，下辖3街道、19镇和11乡，另设有非一正式行政单位，即史河湾发展改革试验区，由陈淋子、祖师庙、黎集三乡镇组成。
| 固始县政区图                                                                              | 街道     | 街道 | 街道    | 街道     | 镇       | 镇   | 镇      | 镇       | 乡       | 乡   | 乡      | 乡       |
| ----------------------------------------------------------------------------------------- | -------- | ---- | ------- | -------- | -------- | ---- | ------- | -------- | -------- | ---- | ------- | -------- |
| 固始县政区图                                                                              | #        | 名称 | 人口/万 | 面积/km² | #        | 名称 | 人口/万 | 面积/km² | #        | 名称 | 人口/万 | 面积/km² |
| 1 2 3 4 5 6 7 8 9 10 11 12 13 14 15 16 17 18 19 20 21 22 23 24 25 26 27 28 29 30 31 32 33 |          |      |         |          |          |      |         |          |          |      |         |          |
| 1                                                                                         | 蓼城街道 | 11.1 | 28      | 4        | 陈淋子镇 | 3.3  | 107     | 21       | 洪埠乡   | 3.5  | 84.6    |          |
| 2                                                                                         | 秀水街道 | 4.33 | 57.32   | 5        | 黎集镇   | 4.6  | 149.3   | 22       | 杨集乡   | 2.6  | 90.5    |          |
| 3                                                                                         | 番城街道 | 9.24 | 76.08   | 6        | 蒋集镇   | 2.7  | 71.6    | 23       | 马堽集乡 | 2.8  | 109.8   |          |
|                                                                                           |          |      |         | 7        | 往流镇   | 3.4  | 97.4    | 24       | 草庙集乡 | 2.1  | 89      |          |
|                                                                                           |          |      |         | 8        | 郭陆滩镇 | 3.5  | 98.73   | 25       | 南大桥乡 | 1.9  | 64      |          |
|                                                                                           |          |      |         | 9        | 胡族铺镇 | 5.1  | 178.2   | 26       | 赵岗乡   | 1.5  | 63.64   |          |
|                                                                                           |          |      |         | 10       | 方集镇   | 2.3  | 107     | 27       | 张老埠乡 | 1.7  | 76.5    |          |
|                                                                                           |          |      |         | 11       | 三河尖镇 | 3.0  | 79.2    | 29       | 徐集乡   | 2.8  | 75.6    |          |
|                                                                                           |          |      |         | 12       | 段集镇   | 2.3  | 110     | 30       | 丰港乡   | 3.8  | 84.5    |          |
|                                                                                           |          |      |         | 13       | 汪棚镇   | 3.8  |         | 32       | 柳树店乡 | 1.7  | 47.8    |          |
|                                                                                           |          |      |         | 14       | 张广庙镇 | 2.5  | 101     | 33       | 观堂乡   | 2.0  | 76      |          |
|                                                                                           |          |      |         | 15       | 陈集镇   | 2.6  | 103     |          |          |      |         |          |
|                                                                                           |          |      |         | 16       | 武庙集镇 | 1.6  | 107.4   |          |          |      |         |          |
|                                                                                           |          |      |         | 17       | 分水亭镇 | 3.1  | 83      |          |          |      |         |          |
|                                                                                           |          |      |         | 18       | 石佛店镇 | 1.9  | 63.7    |          |          |      |         |          |
|                                                                                           |          |      |         | 19       | 泉河铺镇 | 2.4  | 84.8    |          |          |      |         |          |
|                                                                                           |          |      |         | 20       | 祖师庙镇 | 2.1  | 87.2    |          |          |      |         |          |
|                                                                                           |          |      |         | 30       | 李店镇   | 2.7  | 75.3    |          |          |      |         |          |
|                                                                                           |          |      |         | 28       | 沙河铺镇 | 3.4  | 73      |          |          |      |         |          |
| 资料来源：。人口为2010年人口普查常住人口数字。                                            |          |      |         |          |          |      |         |          |          |      |         |          |

## 人口

### 人口构成
根据((中国)河南省第七次全国人口普查主要数据显示：固始县常住人口为1041399人，男性占比50.39%，女性占比49.61%，年龄结构中0-14岁占比24.32%，15-59岁占比53.47%，60岁以上占比22.21%，65岁以上占比18.01%。2020年初：年末全县共有56.88万户，户籍总人口179.16万人。
截至2018年末，全县户籍人口178.15万人，居河南省各县首位，其中常住人口 109.65万人、城镇人口47.1万人，人口城镇化水平42.97%。全县人口历来绝大多数为汉族，据2013年统计，全县拥有35个民族居民，其中汉族占总人口的98.27%，少数民族以回族为主，约2.6万人，蒙古族次之，约500人，其余满族、彝族、朝鲜族等均人数较少。性别构成方面，男性略占多数，男女比例为103.21:100。据县公安局1986年的统计，全县计有301姓。遍居城乡的大姓有：王、李、张、陈、杨、刘、徐、孙、方、郑、许、何、潘、蔡、黄等。

### 人口迁徙
历史上自西晋永嘉之乱到北宋靖康之难，固始人有四次較大规模的人口迁徙活动，多数迁往福建一带。特别是唐朝初年陈政、陈元光父子奉命率部出征，携部将、眷属8000余名，号称“五十八姓”军校。部队到达福建平定叛乱后开閩南漳州，而随行部将、眷属也落户漳州。至唐朝末年又有王潮、王审知兄弟率起义军5000余人进入闽地，出任觀察使、节度使，并最终建立闽国，也帶來中原的文化與人口。固始移民在福建生根落地，并进一步向台湾以至海外播迁。直到现在，不少闽人族谱上都记载其先祖来自固始。据1979年统计，台湾前100名的大姓中，有66姓至少有一支源自“光州固始”。

## 交通

### 公路
古时固始有驿道经过，明嘉靖县志载，县城设总铺，东由沙河铺、泉河铺，入霍邱、寿县，以达应天；西经阳关、胡族铺、春河，经光州达开封；南经草庙入商城，经蕲春、黄州入江夏。清朝时信阳经光州至固始的驿道称“淮南西路”，可供两乘马车并驾齐驱。至民国，规划有陕西－三河尖（陕三）、陕西－南京（陕京）两条公路干线通过，民国12年（1923年），将清朝驿道改为通行汽车的土路，次年即有豫东豫南商办汽车公司筹备建设固始至潢川、商城及三河尖的汽车客运线路。1955年潢川运输中心站在胡族铺镇设临时汽车站开办客运。至1956年，阳关灌河大桥落成，固始－潢川公路贯通。
境内滬陝高速沿宁西铁路自县境南部穿过，设固始、固始东两处出口，并于豫皖界设主线收费站一座，而淮滨经固始至方集的淮固高速公路自西北进入县境，在县城设阳关出口，并在方集附近交沪陕高速。国道312沿胡族铺－城关－黎集－陈淋子一线贯穿全县东西。1996年以前，国道沿中山大街－蓼北路通过县城，随着城市的发展，国道两度改线，最终形成南环、北环两线格局。省道216、省道204、省道339分别从县境西、中、南部通过。2021年全县公路通车里程达3824公里。2021年全年道路运输完成客运量732万人次、客运周转量14亿人公里，货运量1574万吨、货运周转量26亿吨公里。

### 铁路

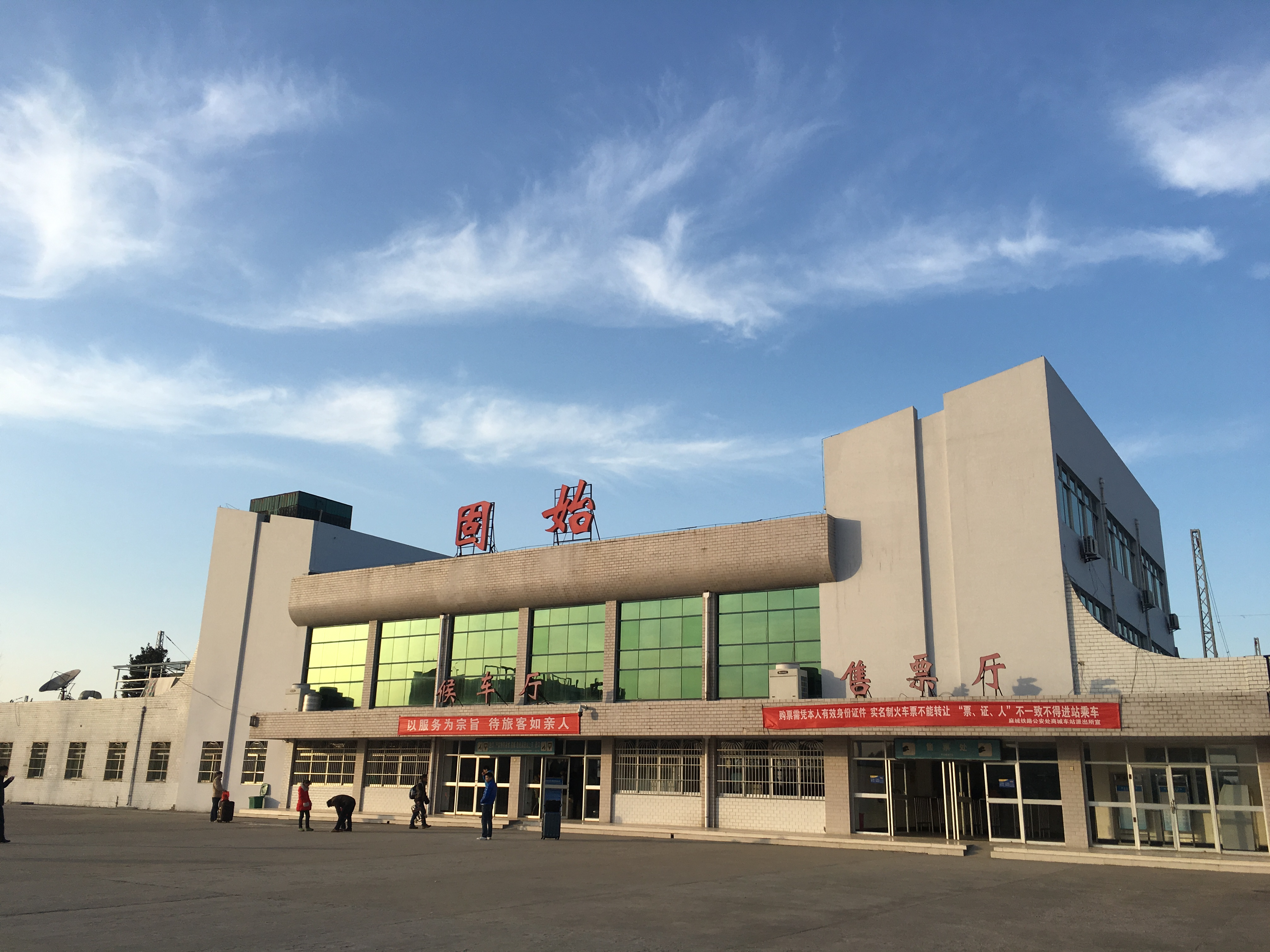
铁路固始站外景（2016年）

民国2年（1913年），国民政府签约向英商怡和洋行借款筹建浦信铁路，历经两次勘测，线路计划由境内通过，境内线路确定为刘集－清河集－柳树店－固始－阳关－胡族铺－春河集，设车站六座，东接南京浦口，西连信阳。后历经两次世界大战及国共内战，线路未成。
2001年3月21日，宁西铁路固始段全面开工，最终线路走向沿方集－段集－武庙集－祖师庙－陈淋子一线，境内线路全长31.8公里，于段集镇设客货运三等站一座，即固始站，年发送、到达旅客分别为6.5万、8.5万人次。

### 水运

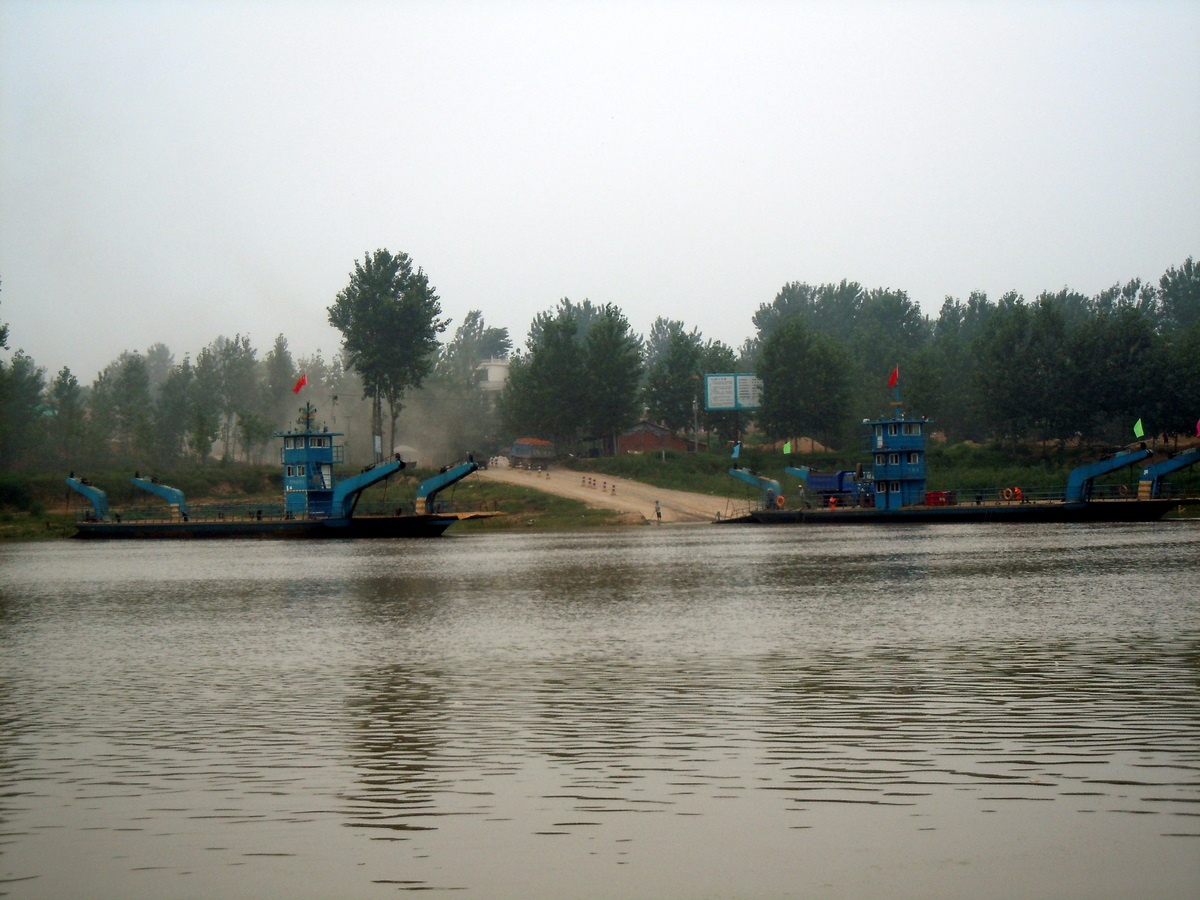
淮河往流邢郢渡口

境内多淮河细支，历史上交通以水运为主，号称“上连荆川，下通淮泗”。淮河、史河、灌河、泉河、春河、白露河等均可通航。1960年代后，公路逐渐兴起，又因上游梅山、鲇鱼山水库相继建成蓄水，诸河水源受限，除淮河干流现仍可通航外其余皆废。
淮河干流现为唯一通航河段。1950年代至1980年代，经历次简单整治后，可通行木帆船和拖轮船队。1993年于三河尖镇望岗村建成码头3座，即望岗码头，吞吐量达37万吨。1992年在往流镇望岗村淮河南岸动工兴建码头，1996年竣工。2008年年底动工兴建淮滨至三河尖航运工程，对淮河干流航道进行整治，达到Ⅳ级航道标准，新建的望岗港拥有300吨级泊位3个，设计年吞吐能力70万吨。

### 公共交通
县内公共交通事业始于1990年代。1990年曾以一辆解放牌汽车开行城市公交，运行数月后即告停运。1997年11月22日，县城1、2、3路公交开通运营，2009年2月26日，随县行政服务中心落成启用，6路公交开通运营。目前县城共有6路公共汽车运营，票价全程1元。此外，还有客运、汽运、畅运、远诚四家企业参与城乡公交的运营，线路沟通城关和主要集镇，发车间隔在15分钟到2小时不等。县城出租车起步价5元，含2公里，车公里租价1元。2008年底统一由新成立的统一出租车公司运营。

## 经济
2021年，固始县三次产业比例为21.1:30.7:48.2，服务业占比较高。全县国内生产总值452.84亿元，财政总收入26.66亿元，一般公共预算收入19.18亿元，其中税收收入13.51亿元，一般公共预算支出83.46亿元；社会消费品零售总额222.23亿元；实现进出口总值4.98亿元；居民消费品价格指数（CPI）为101.1%；城镇、农村居民可支配收入32328元、17640元，城乡居民可支配收入23379.8元。固始长期以来经济实力较为薄弱，曾长期被列入国家扶贫开发工作重点县（国家级贫困县）进行扶持。2019年4月24日，经河南省扶贫开发办公室评估，固始县达到“脱贫”标准，退出贫困县序列。

### 农业

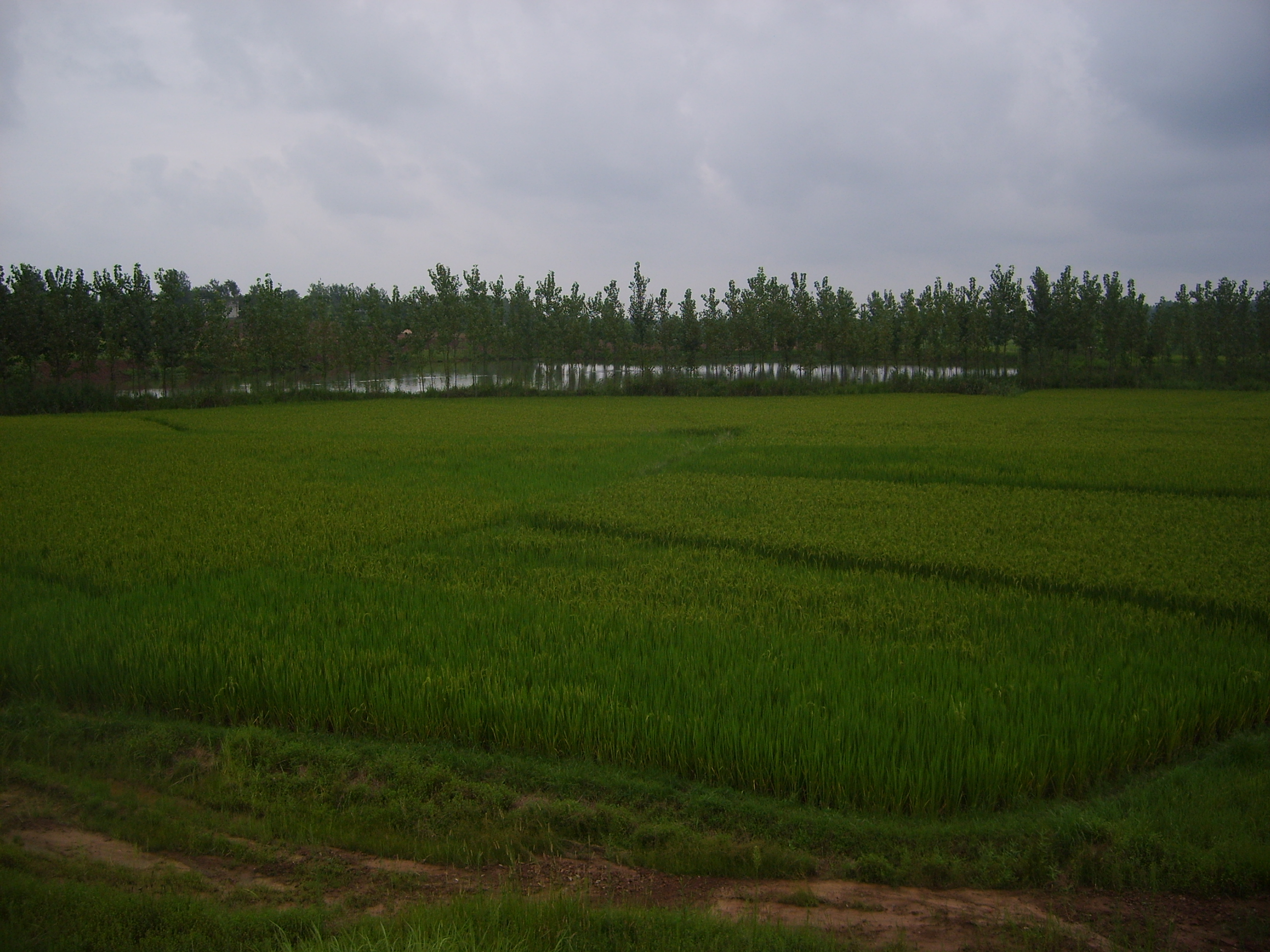
固始县农村一瞥，摄于南大桥乡

固始气候温暖湿润，水热条件适宜实行水稻和小麦轮作的一年两熟制。2021年全年播种粮食作物230.84万亩，粮食总产量113.25万吨，其中水稻95.67万吨，小麦16.58万吨，肉类总产量总产量13.83万吨。拥有两座中国国家级畜禽遗传资源保护品种黄淮海黑猪（淮猪）、皖西白鹅的国家级畜禽遗传资源保种场。豫南黑猪则被中国农业部认定为国家畜禽新品种。2015年8月，固始县成为国家质检总局认定的中国首个“生态原产地产品保护示范区”，生态原产地保护产品11项，包括固始柳编、固始九华山绿茶、固始仰天雪绿绿茶、豫南黑猪、固始鸡和固始鸡蛋、固始皮丝、固始鹅及其制品、固始萝卜、固始泉河皇宴甲鱼、固始顺兴莲香米、固始秋老白绿茶。

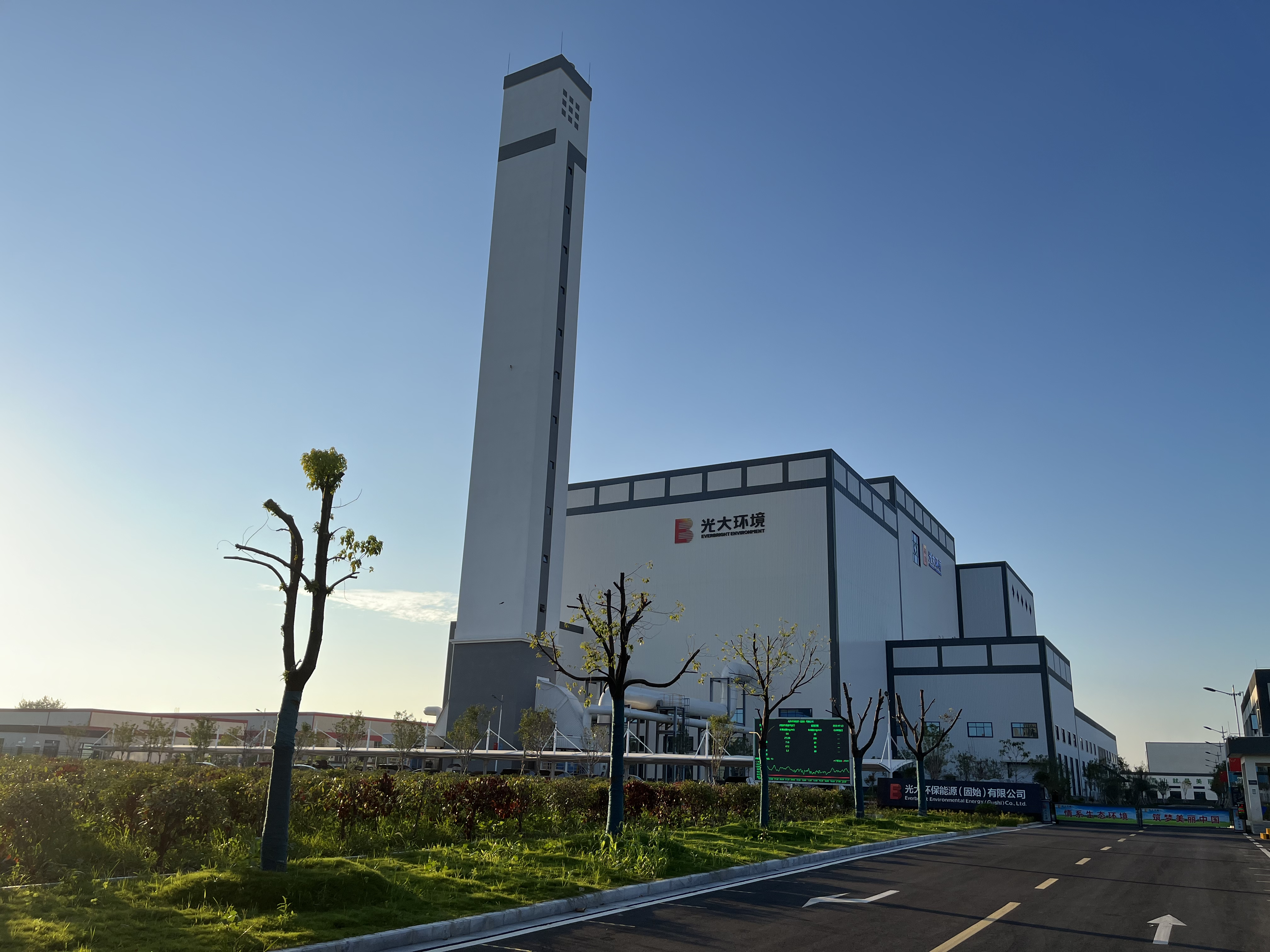
垃圾焚烧电厂

### 工业和建筑业
清朝境内工业主要是个体手工业作坊。至民国，煤矿、卷烟厂、织染厂开始兴起。1956年对私营工商业进行社会主义改造，实行国营。1980年代，县城桃花坞水库一带积聚起一批国营工业企业，包括化肥厂、麻纺厂、轴承厂等，产品适销对路，企业经营状况较好。进入21世纪，多数国营企业面临多种困境，或停产倒闭，或以房屋租金维持，境况艰难。同时政府鼓励民营企业投资建厂，在县城西郊和陈淋子史河湾分别设立产业集聚区。目前主导产业有纺织服装、电子信息、装备制造和食品粮油加工等。2018年，全县第二产业实现增加值138.83亿元。

### 劳务经济

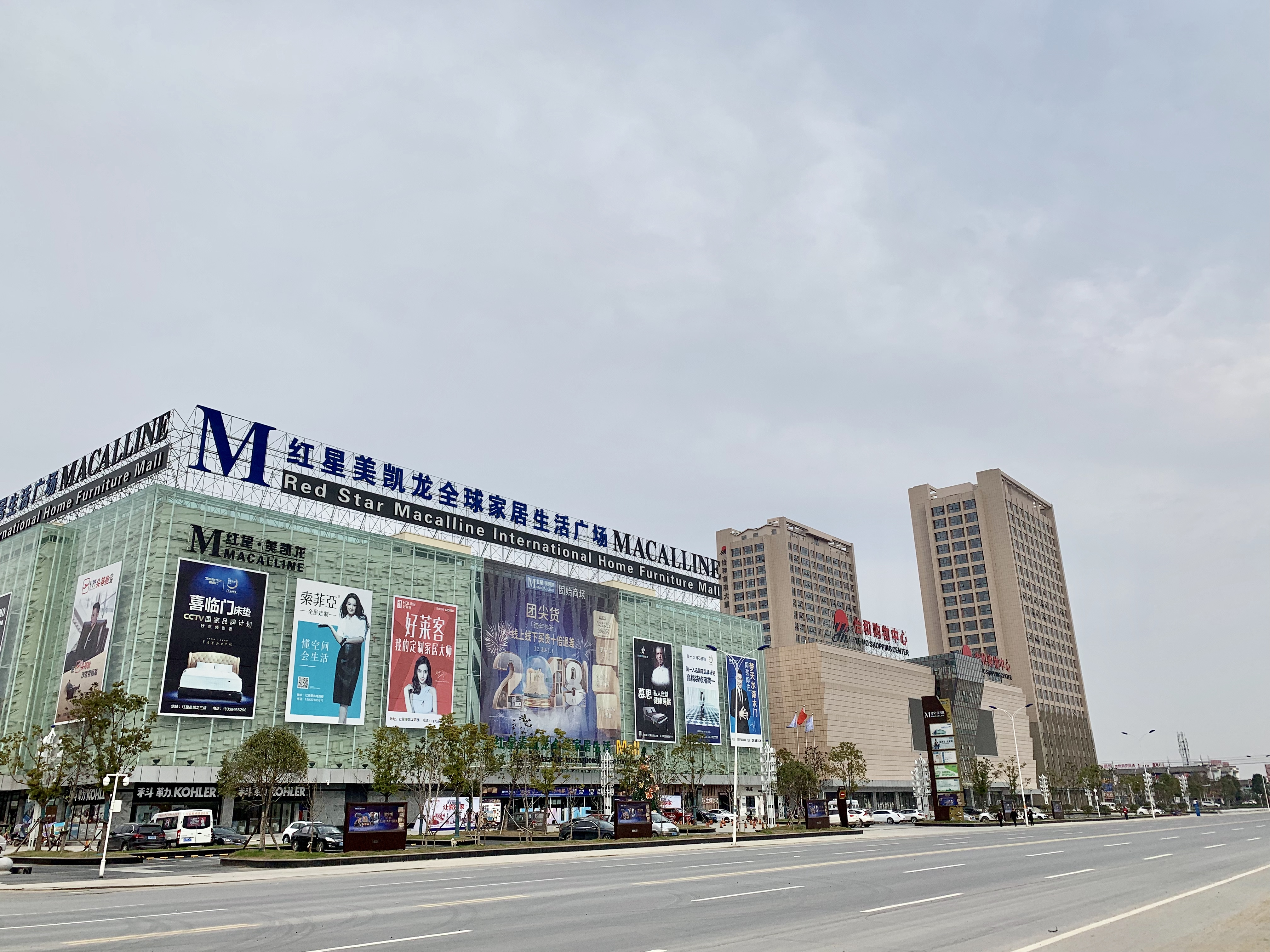
县城南部的怡和新城即是由返乡创业人士王刚创办的怡和集团投资建设

固始县人口众多，农村有大量剩余劳动力，自1980年代起，就有大量农民外出务工。2003年统计，全县在外务工人员达47.36万人，主要流向江苏、北京、浙江、广东、上海以及本省其他县市，主要从事加工制造、建筑、废品回收、会展等行业。这些外出务工人员在外地工作，并将收入带回家乡，进行消费或者投资。由于外出务工群体庞大，其资金对本地市场影响显著，2006年劳务收入达40亿元，占全县GDP的52%。同时政府鼓励在外民工事业有成后回乡创业，称为“回归工程”。返乡人员兴办企业、举办教育，促进了固始经济社会的进步。

### 金融
固始的金融业最早以典当行的形式出现。县城东关有当铺巷，可见当时产业繁盛。清朝中期钱庄兴起，有壹元藏、义和祥、天玉衡等十数家，吸收官商存款。后因战乱频仍，各大钱庄相继倒闭。现代银行则始于民国29年（1940年）成立的固始银行，以省政府占地补贴和商贾募捐为银行基金。1949年9月，成立中国人民银行固始县支行，接管全县金融业务。
至2021年，全县拥有银行业金融机构营业网点11家，农发行、工商银行、农业银行、中国银行、建设银行、邮储银行、民生银行、中原银行、郑州银行、洛阳银行、信阳珠江村镇银行在固始建有分支机构，另有两家地方性法人银行——河南固始农村商业银行和固始天骄村镇银行的总部设在固始，还有多家保险、证券、贷款公司开展业务。2021年全县金融机构人民币存款余额665.85亿元、贷款余额264.80亿元，保险公司保费收入12.67亿元。

## 城乡建设

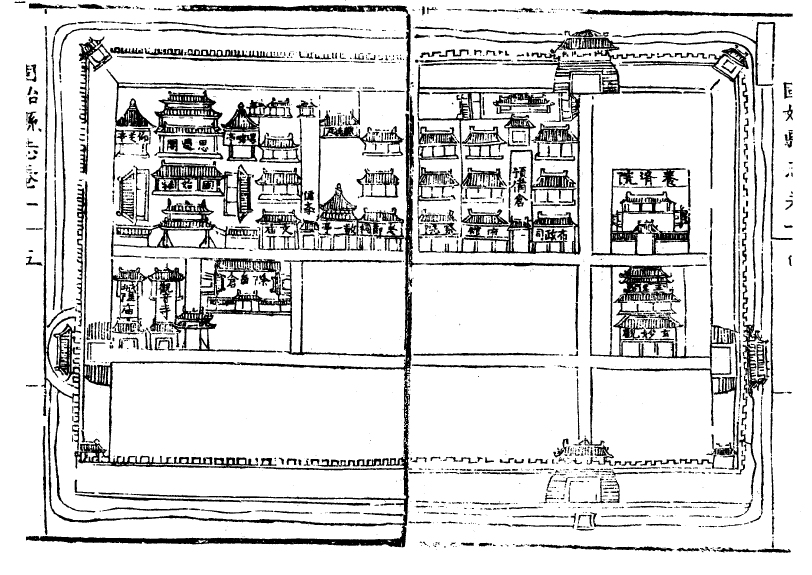
明嘉靖固始县志中的城池图

### 城池
固始城池始于汉朝，“垣围六里，门辟三关”（垣围有六里，有三道门），城外围绕有城壕。经历朝历代修缮，至清朝城墙四周筑有72座碉堡，号称“铁打的固始”。民国2年（1913年），县知事邓瀛改易城门名号。东西南北四城门分别改称寅宾门、博爱门、控楚门、拱辰门。民国27年（1938年）9月4日起，日军出动飞机连续3天轰炸固始县城，同时在东关张街民房上架炮猛轰东城门，四城门皆损毁严重。中华人民共和国成立后城墙渐毁，东门城楼于1959年拓宽中山大街时拆除。

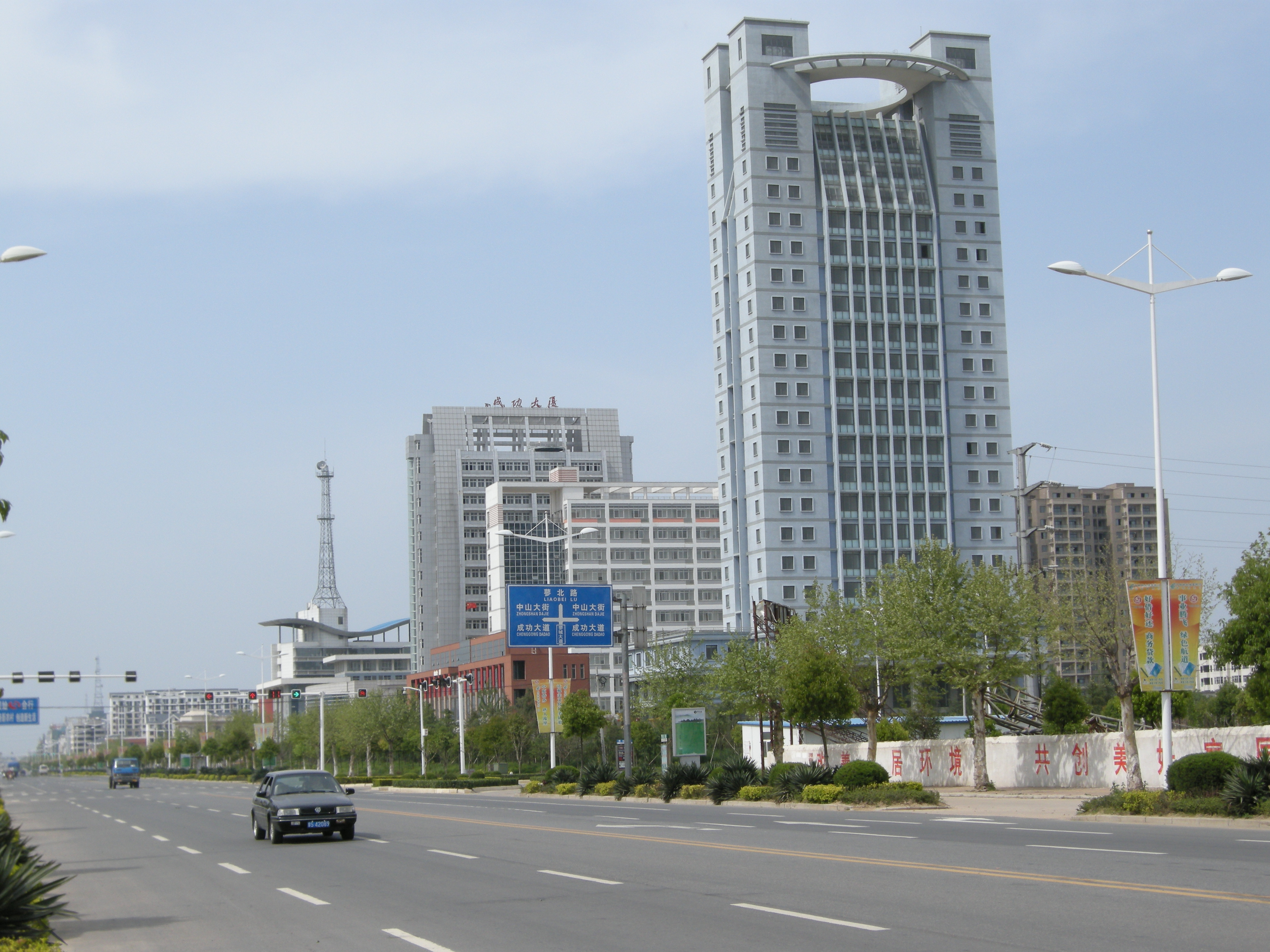
固始县城南新区一条道路

### 道路街巷
明嘉靖县志载，当时县城有五街九巷，城内城外各有十八、十九里坊，站马巷等宋元时即设立，沿用至今。城区东西走向的干道有番国大道、信合大道、凤凰大道、王审知大道、黄河路、蓼北路、中山大街、陈元光路、成功大道、永和大道等，南北走向的有西环路、和谐路、204省道、蓼城大道、中原路、红苏路、蓼城东路等。至2012年，城区建成区面积达39.5平方公里，城区人口29.6万。

## 文化

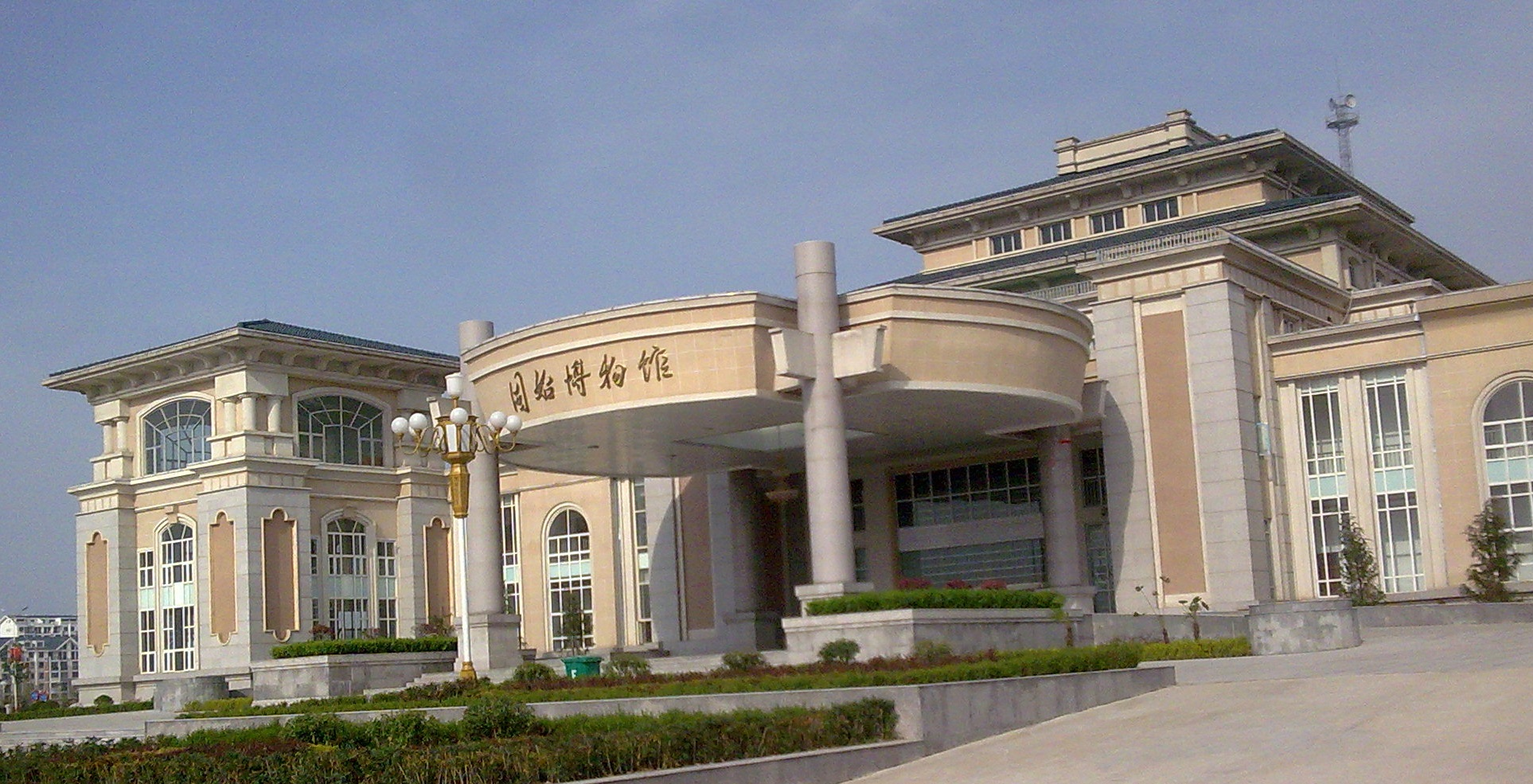
固始博物馆外景

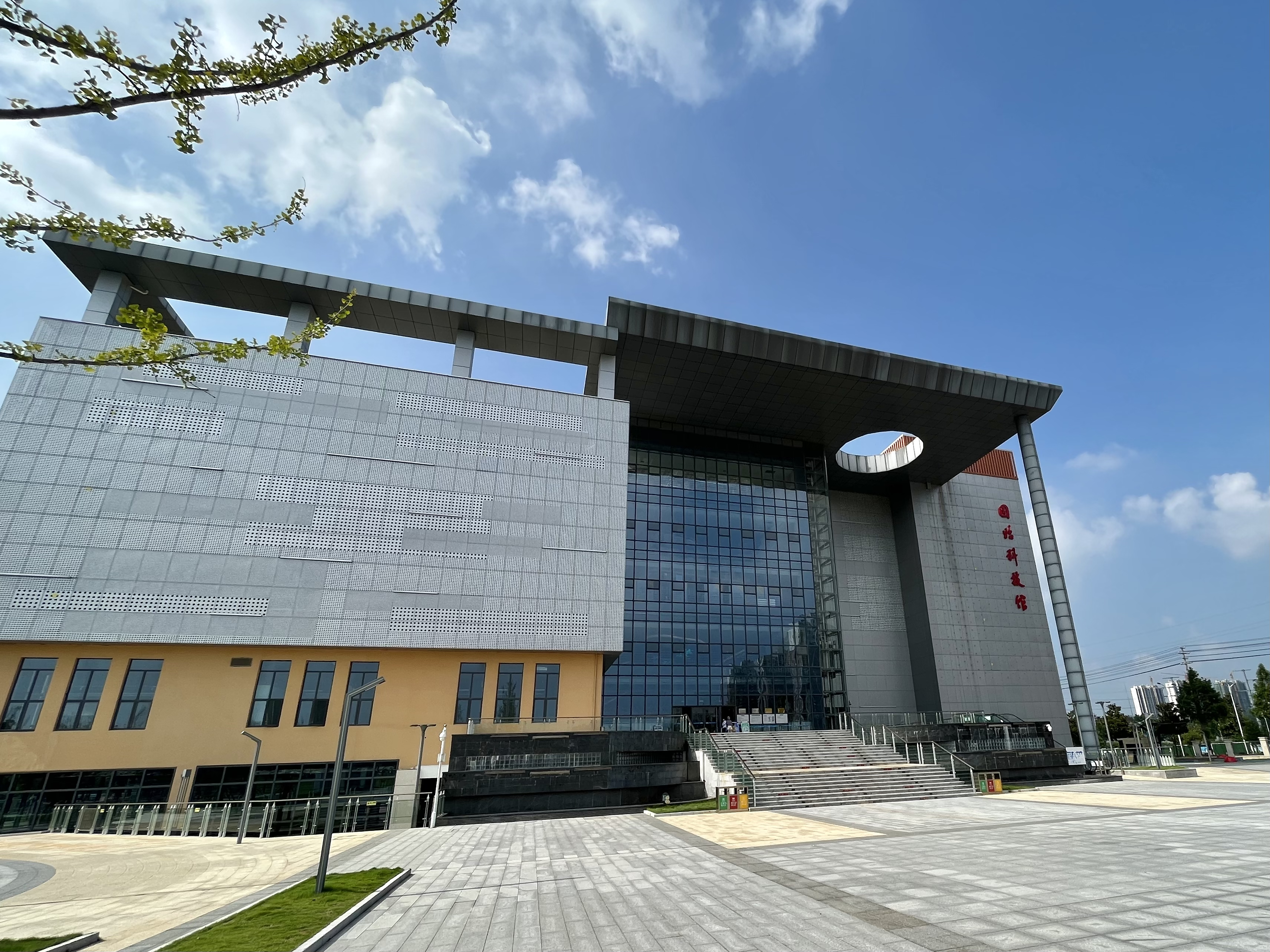
固始科技馆

固始历史悠久，文化积淀深厚，是2007年评选的河南十大文化强县。当地重视农历二月二“龙抬头”、三月三“小鬼节”等。现有省级非物质文化遗产3处，包括民间文学——汉族叙事长诗《郭丁香》、民间舞蹈——花挑舞以及省级民间戏曲及曲艺——灶书。居民亦多以稻米为主食，面食次之。特色食品有皮丝、萝卜窝、汗鹅块等，固始鸡、鸡蛋也享有盛名。固始县广播电视有限责任公司是固始县唯一经营广播电视传媒及广电网络的国有独资公司，辖固始电视台、固始人民广播电台、固始有线电视台和33个乡镇广播电视站。

## 旅游

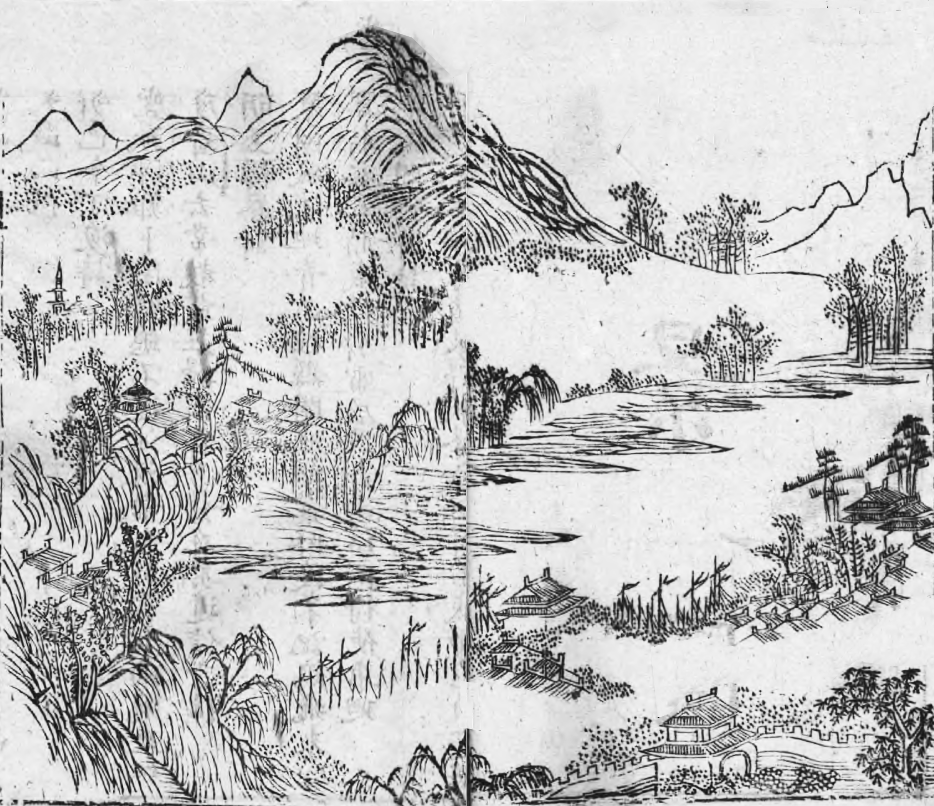
固始八景之首大山雨信的景象

固始是河南南部新兴的旅游目的地，2021年全县共有各类旅游景点56个，其中国家级以上4个，共吸引国内游客520万人次，旅游收入18.63亿元。

### 自然遗产
明朝嘉靖年间的固始八景为：大山雨信、青岭雪晴、霸台春草、木墓秋篷、漆井甘泉、史津彩鹢、金波霁月、寖野岐蛇。现代在北部淮河沿岸设立有河南固始淮河湿地省级自然保护区，占地4387.78公顷，以探索过渡带湿地生态系统的演变规律，保护湿地生物资源和湿地生态系统为设置目的。泉河铺乡有安山省级森林公园，占地600公顷。陈淋子镇有西九华山旅游风景区，结合佛教圣地妙高寺，禅、茶、竹三位一体，被列入国家4A级旅游景区，同时也是省级地质公园。

### 文物保护单位
固始境内现有番国故城遗址和陈元光祖祠等两处全国重点文物保护单位，平寨遗址、吴其濬墓、妙高寺及墓塔、郑成功衣冠冢、秦氏故居、王审知故里、大荒坡农民暴动十八烈士墓和县苏维埃政府旧址被列为河南省文物保护单位。此外，位于县城东关的侯古堆一号墓出土了大量各式青铜器、陶器、玉器、木器和漆器，共150余件，较有代表性的有编钟和镈各一套、琉璃珠四颗、鼎九件、盉一件、簠两件、豆一件、肩舆三顶等，为同时期墓葬所罕见。
|  |  |  |

## 教育

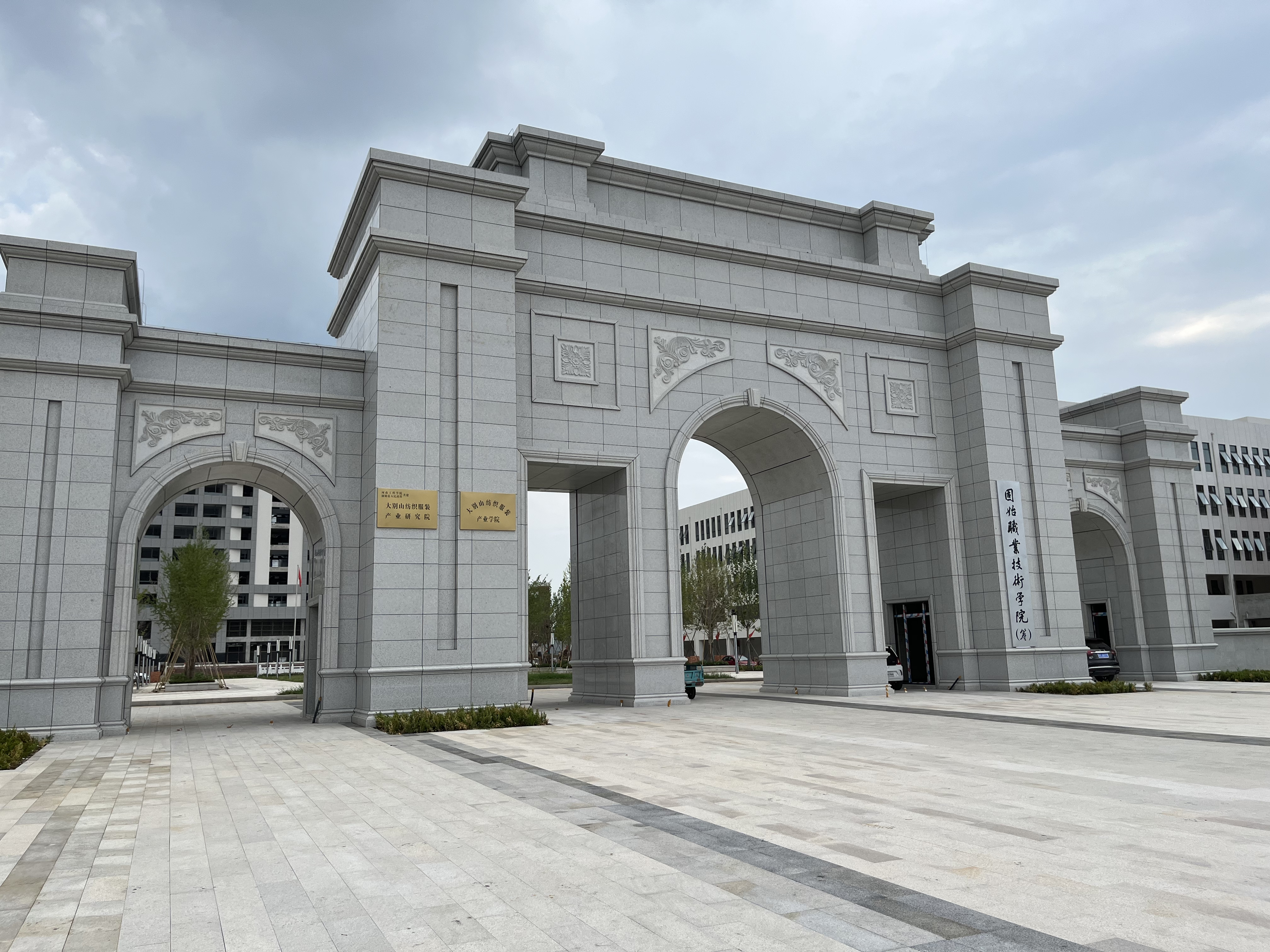
正在建设中的固始职业技术学院是固始县第一座高等院校

固始自古文风昌盛，重视教育。清朝康乾年间县城建有古蓼、临淮两座书院，是官方的教育机构，教授四书五经。而乡间则多由民间举办私塾、义学，直至民国成立逐渐废弛。据统计，明清两代固始各有进士40名和58名，居河南省第三位。其中祝庆蕃、吴其濬于嘉庆年间先后考中榜眼、状元。民国时期，固始籍学者张鸿烈、凌冰先后担任国立河南大学的校长。
高等及职业教育方面，曾有固始河源科技职业学院获批筹建，但最终未能落成。基础及学前教育层面，固始全县幼儿园189座、在园儿童4.10万人，小学367所、在校生13.54万人，初中51所、在校生5.86万人，高中16所、在校生3.31万人，另有特殊教育学校一座。固始慈济高中（原名固始高中）和固始一中先后列入河南省示范性高中名单。

## 医药卫生

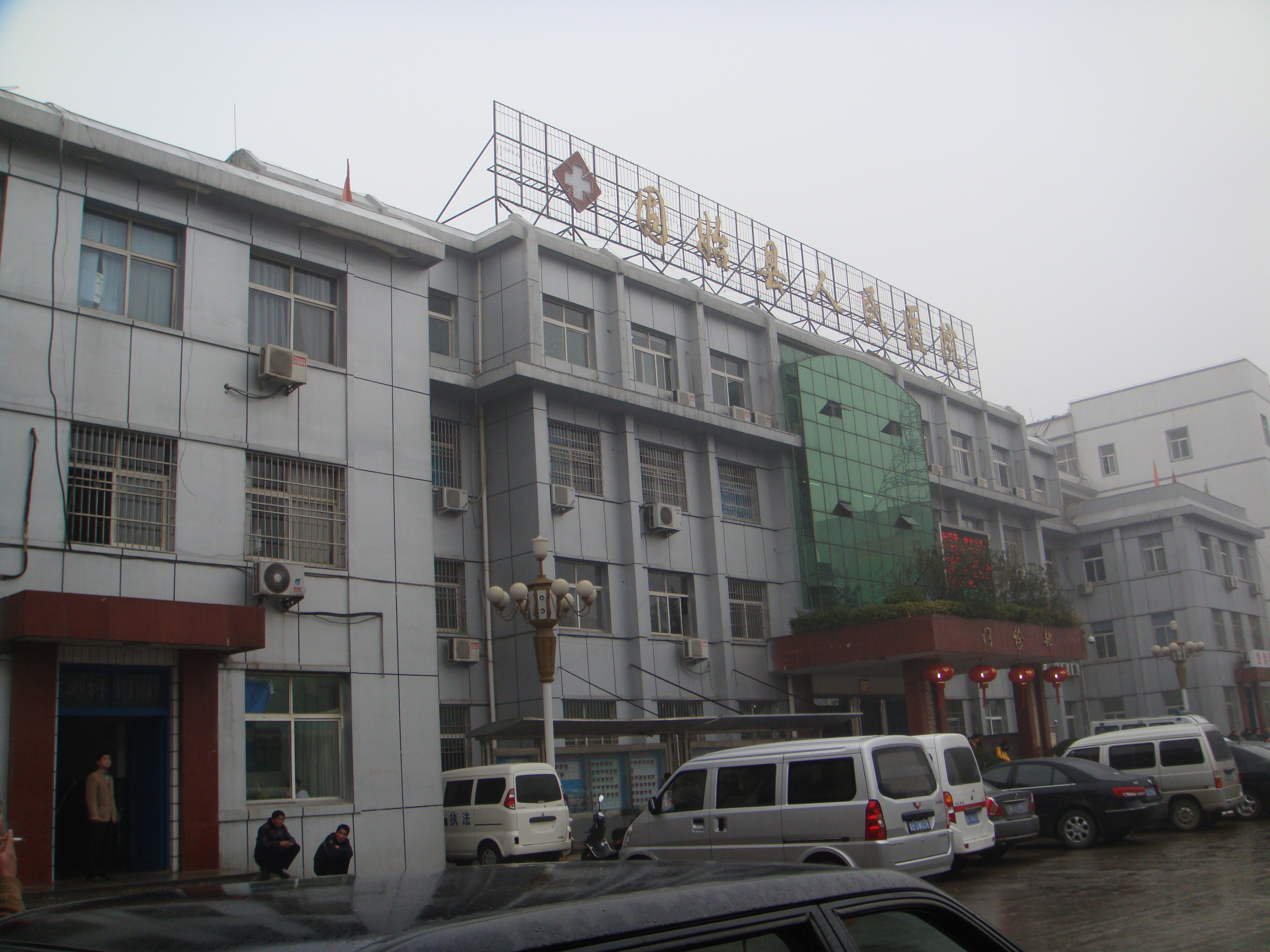
固始县人民医院门诊大楼

固始明清著名医家有徐仁富、吴其濬、王燕昌等，县内中医有游医和坐堂两种形式。较著名的中药堂有“恒春堂”、“广和堂”等。民国2年（1913年）西医传入，但西药始终匮乏。全县设有医院16家（其中公立医院4家），共设有床位7890张、拥有1724名执业医师，固始县人民医院（民办非营利）、固始县中医院、固始县妇幼保健院（挂固始县妇女儿童医院牌子）、河南信合医院（民办非营利）等规模较大。县城南山头建有制药厂，现为援生制药股份有限公司。

## 宗教
固始有佛教、道教、天主教、基督新教及伊斯兰教五种主要宗教，宗教活动场所261处，宗教团体4个。佛教于南北朝时已传入固始。清至民国时期，全县共有佛教寺庵130余座，较大的有城关的白衣庵、南部的妙高寺等。历经战乱和文革“破四旧”，现仅有少数得以保留。其中妙高寺始建于隋朝，位于陈淋子镇境内九华山上，相传为地藏菩萨的道场，明朝以后成为临济宗大悟山派之祖庭。寺院主体建筑于1995年被列为河南省文物保护单位，2007年由当地民营企业主投资进行了重建，并被辟为旅游景点。境内道观多属全真道太上元皇上帝正乙法派（元皇派），清初由湖北黄陂木兰山传入。境内主要道观有城隍庙、玄妙观玉皇阁、小南海庙、安山奶奶庙等。建国后多废。1923年，德国天主教神甫德斯林进入固始传教，1935年建立3处分堂，领有教众500余人。目前于县城东关设有教堂一座、各乡镇设有5处聚会场所，共有天主教徒1.5万余人。1911年，美国牧师白光照（Rev. Roy J. Birkey）、施士达进入固始，传入基督新教信义会。1930年，安徽省霍邱县内地会牧师单培思传入中华基督内地会，目前全县有基督教徒3万余人，活动场所245处。伊斯兰教于县城、马堽集、柳树店、黎集以及石佛店等地各有一处清真寺，信众2万余人，并成立有固始县伊斯兰教协会。
|  |  |  |

## 友好城市
| 地区             | 所属城市     | 缔结时间       |
| ---------------- | ------------ | -------------- |
| 云霄县           | 福建省漳州市 | 1987年9月21日  |
| 郊区（现滨湖区） | 江苏省无锡市 | 1987年10月14日 |
| 晋安区           | 福建省福州市 | 2010年10月8日  |

## 名人
Category:固始人